# OpenVMS
OpenVMS (съкр. VMS система за виртуална памет Virtual Memory System) е операционна система, която е предназначена за компютри с процесори VAX, Alpha и Itanium. Системата е създадена от компанията Digital Equipment Corporation (сега HP), която също разработва VAX и Alpha системи.
VMS първоначално е разработен като операционна система за мини-компютри VAX. Първата му версия е пусната през 1978 г. с пускането на първия модел VAX-11/780. Дизайнът му е базиран на предишни операционни системи на Digital, особено на RSX на PDP, но основната му иновация е управлението на виртуалната памет и работа в 32-битов режим.